# ¿Dónde está la bolita?

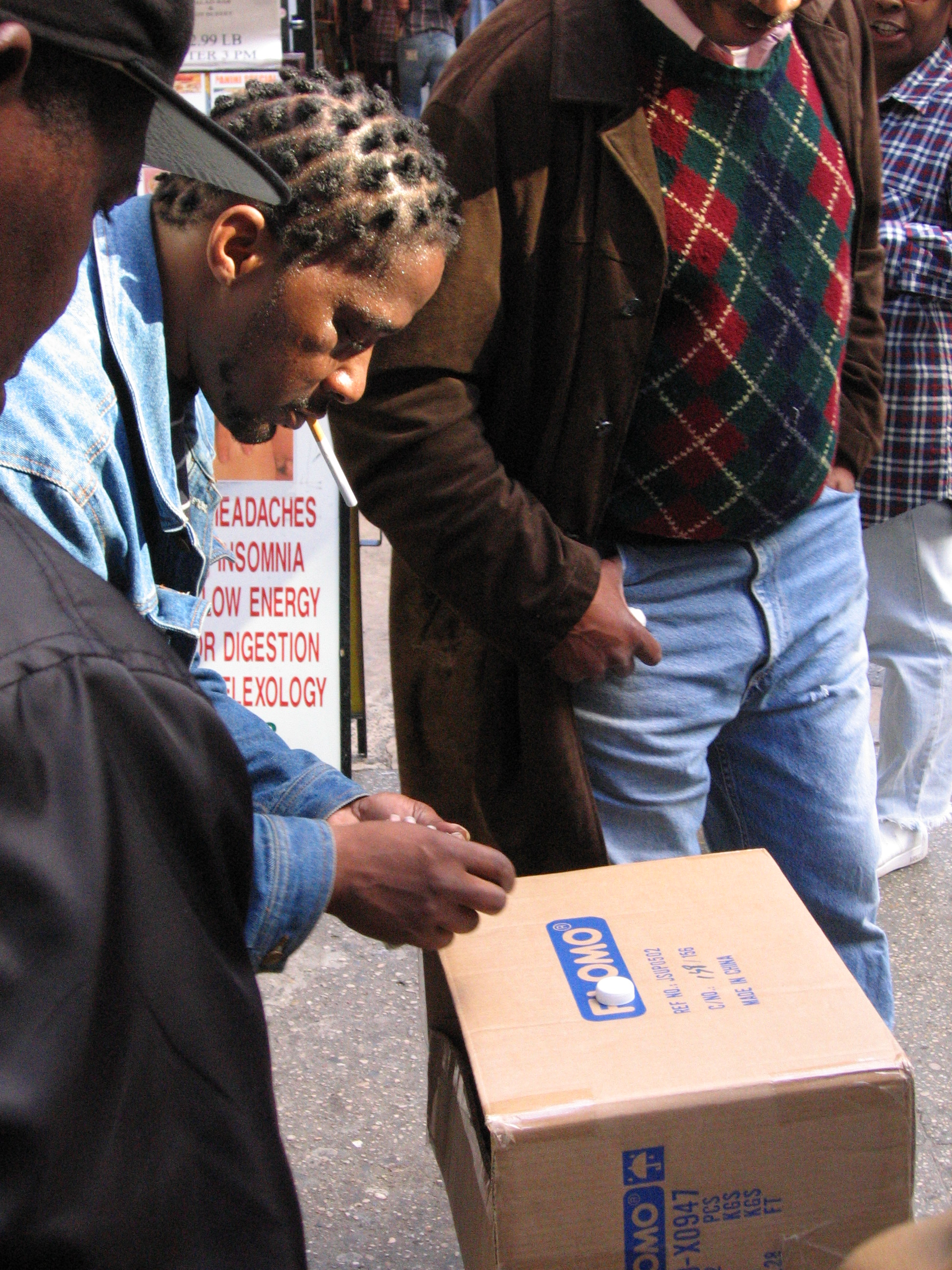
Trilero en Nueva York.

¿Dónde está la bolita?, también llamado la bolita,  bola bola, mosqueta, trile o Pepito paga doble es un juego, normalmente asociado a la estafa, que es tradicional en calles concurridas, ferias y mercadillos.
Existen dos modalidades, la primera se juega con tres cartas, y la segunda con tres cubiletes y una bolita. En ambos casos, el objetivo del juego es que la víctima o jugador adivine dónde está una carta predeterminada, o debajo de qué cubilete se encuentra la bolita, que son manejadas por el estafador, también conocido como «trilero». 
Este baraja delante del jugador las cartas o cubiletes, y el jugador apuesta dinero a la posición en la que cree que se encuentra la carta o bolita.
Normalmente el trilero es ayudado por otros compinches que actúan de ganchos («palos blancos» en Chile, «paleros» en algunas zonas de México) que convencen a la víctima de la facilidad para acertar y por ende ganar dinero. Una de las formas de convencer a las víctimas es apostando a la elección ganadora, y el estafador paga al apostador ganador que es su palero. 
Además este juego incluye el engaño mediante juegos de manos, para evitar que el jugador acierte con la posición correcta.

En el caso de la bolita, el truco del estafador consiste, mediante una elaborada habilidad de prestidigitación y ligereza, en esconder la bolita en alguna de sus manos para evitar que la víctima la localice, este truco no lo hará cuando el estafador desee que el jugador acierte. En algunos casos el estafador permite que una víctima que no es cómplice del fraude, acierte; esto lo hace generalmente cuando la apuesta de dinero es baja y tiene como objetivo atraer más incautos a la trampa.